# Capella Fibracolor
La Capella Fibracolor és una obra de Tordera (Maresme) protegida com a Bé Cultural d'Interès Local.

## Descripció
La capella, d'una sola nau, presenta planta rectangular amb una porta d'accés formada per una llinda i brancals de pedra. Per damunt de la finestra trobem una obertura allargada d'arc de mig punt. La coberta és de teula àrab a doble vessant amb el carener perpendicular a la façana i culmina amb un campanar d'espadanya arrodonit. Els angles laterals presenten pedra vista. La capella està precedida per un cos que fa la funció de porxo que presenta diverses obertures en forma d'arc. La capella presenta un campanar adossat cobert per una teulada a quatre vessants i obertures d'arc de mig punt als quatre costats. L'acabat de l'immoble és arrebossat i estucat. A L'interior trobem motius decoratius que fan al·lusió al mar.

## Història
El veïnat Fibracolor es va crear a l'any 1952 a la dreta del riu Tordera. Es va concebre el barri com les colònies tèxtils del XIX i XX. És a dir, hi havia tot allò que els treballadors podien necessitar: habitatges, serveis, camps d'esport, capella, etc
La capella fou inaugurada el 20 de juny de 1964.